# Zeyamdzhirdakhan
Zeyamdzhirdakhan (ryska: Дзегам Джырдахан) är en ort i Azerbajdzjan.   Den ligger i distriktet Şəmkir Rayonu, i den västra delen av landet, 300 km väster om huvudstaden Baku. Zeyamdzhirdakhan ligger 483 meter över havet och antalet invånare är 7 546.
Terrängen runt Zeyamdzhirdakhan är kuperad åt sydväst, men åt nordost är den platt. Runt Zeyamdzhirdakhan är det ganska tätbefolkat, med 108 invånare per kvadratkilometer.. Närmaste större samhälle är Shamkhor, 18,0 km öster om Zeyamdzhirdakhan.
Trakten runt Zeyamdzhirdakhan består till största delen av jordbruksmark.